# Paras Patel
Paras Patel (Florida, 8 de julio de 1986) es un actor estadounidense de ascendencia india, conocido por su papel del apóstol y evangelista San Mateo en la serie histórica The Chosen (2019).

## Biografía
La familia de Paras Patel es originaria del estado indio de Gujarat y emigró a los Estados Unidos antes de su nacimiento. Desde niño, Patel sentía una gran pasión por la actuación y practicaba pequeñas obras frente a su familia. La industria cinematográfica y musical india en torno a Bollywood tuvo una influencia particularmente fuerte en él. Obtuvo una licenciatura en Finanzas, con especialización en Bienes Raíces, en la Universidad de Florida.
Patel es hindú y vive en Los Ángeles.
Después de graduarse con un título en finanzas, se mudó a Atlanta, Georgia, pero no pudo encontrar un trabajo adecuado. En lugar de eso, se puso en contacto con la industria cinematográfica de Atlanta y trabajó detrás de escena en varios sets de películas, incluida la serie The Vampire Diaries. Patel usó el dinero para financiar lecciones de actuación. Desempeñó principalmente papeles secundarios, por ejemplo en la serie Revolution (2012) o en la película Duff (2015), pero también recibió un papel principal en Teen Spirit (2011) de ABC Family. Paras Patel logró su gran éxito con el papel del apóstol san Mateo en The Chosen.

### El papel de san Mateo enThe Chosen
Patel ganó fama internacional con su interpretación de Mateo, un recaudador de impuestos y más tarde discípulo de Jesús, y evangelista. El apóstol se muestra en la serie como una persona autista con síndrome de Asperger. Patel recibió grandes elogios de personas con síndrome de Asperger de todo el mundo por su interpretación auténtica. Esto le dio su destino como artista. Así lo dice:

Mateo me está enseñando mucho sobre... honestamente, suena simple... pero se trata simplemente de escuchar [...] Escucharnos, oír los pensamientos del otro, darles un espacio donde se sientan cómodos, un espacio seguro donde puedan ser abiertos. [...] Estoy aprendiendo a no juzgar a los demás tan fácilmente. Estoy aprendiendo a respetarnos y a intentar escuchar de verdad a alguien, escuchar su corazón y no juzgar un libro por su portada.